# Heinrich Schickhardt

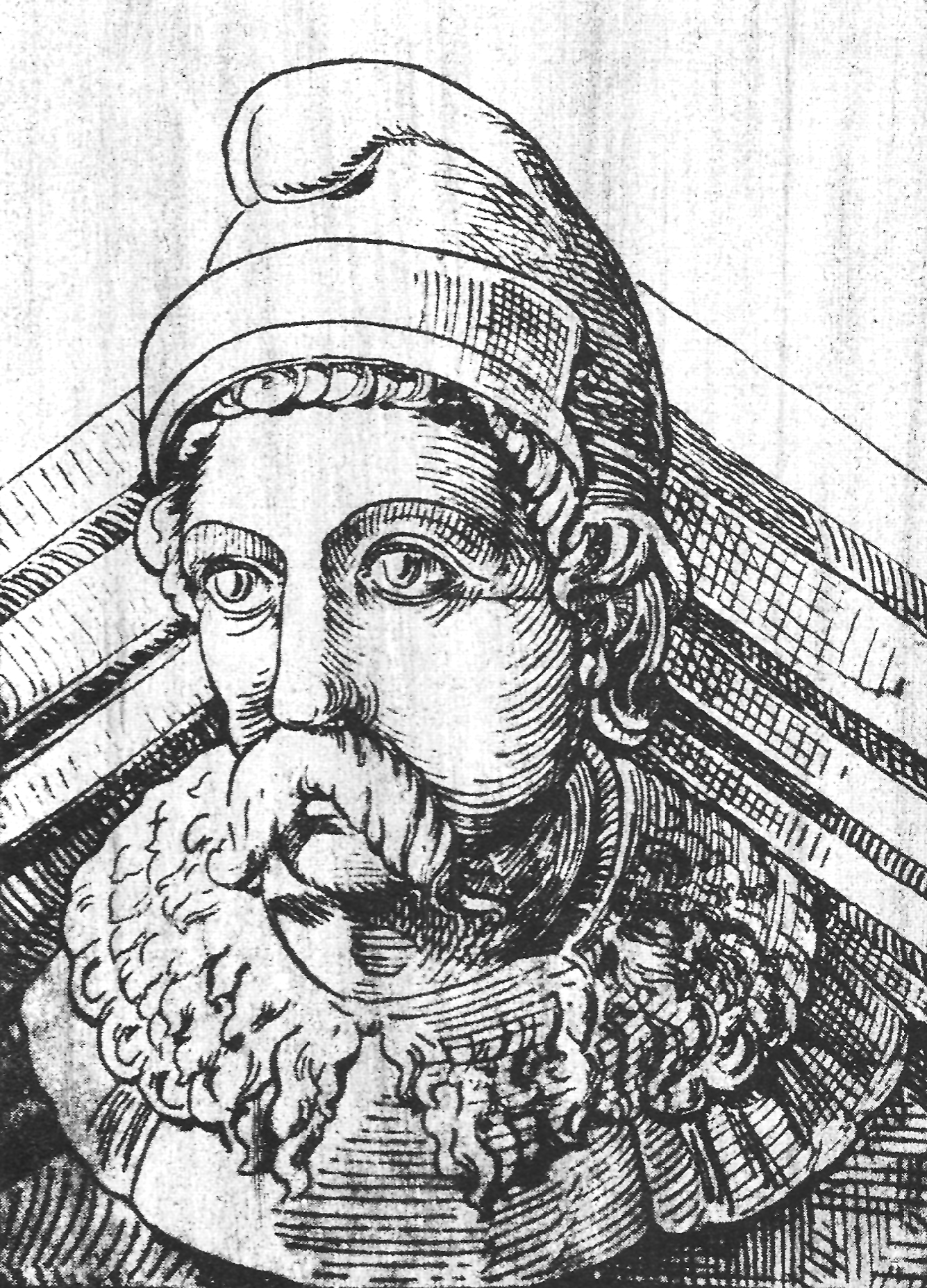
Porträt von Heinrich Schickhardt

Heinrich Schickhardt (oder Schickard; * 5. Februar 1558 in Herrenberg; † 14. Januar 1635 in Stuttgart) war ein Hofbaumeister des Herzogtums Württemberg und ein bedeutender Baumeister der Hochrenaissance Deutschlands. Für Kunsthistoriker und Kunstgeschichte ist Schickhardt von herausragender Bedeutung. Sein umfangreiches, akribisch geführtes Werkverzeichnis blieb als bedeutende Hinterlassenschaft bis heute erhalten. Er ist ein bedeutender Vertreter der schwäbischen Linie der Schickhardt-Familie.

## Leben
Heinrich Schickhardt entstammte einer Herrenberger Handwerkerfamilie. Seine Eltern waren der württembergische Kunstschreiner Lucas Schickhardt († 1585) und dessen Frau Anna geb. Hezer († 1579). Sein Großvater Heinrich Schickhardt der Ältere schuf das Chorgestühl der Herrenberger Stiftskirche. Nach seiner Gesellenzeit wurde er 1578 Gehilfe des württembergischen Hofbaumeisters Georg Beer, mit dem er am Neuen Lusthaus Stuttgart und ab 1586 am Jagdschloss in Hirsau arbeitete. Außerdem war er mit Beer ab 1590 am Wiederaufbau von Schiltach beteiligt.
Herzog Friedrich I. zog ihn nach seinem Regierungsantritt 1593 immer häufiger zu Bauprojekten heran. Von Friedrich bekam Schickhardt unter anderem den Auftrag zum Ausbau der Residenzstadt Mömpelgard (Montbéliard); dort ist der Schwabenhof, an dem er 1599/1602 baute, erhalten geblieben. 1599 begann er mit dem planmäßigen Bau von Freudenstadt im Schwarzwald, wobei dort größtenteils die vom Herzog favorisierte Planvariante nach „Mühlbrettsystem“ anstelle der von Schickhardt vorgeschlagenen schachbrettartigen Grundkonzeption ausgeführt wurde. 1599/1600 begleitete er den Herzog nach Rom und führte ein genaues Reisetagebuch, nachdem er bereits 1598 das Land bereist hatte. In Italien interessierte sich Schickhardt für den dortigen Festungsbau und die Anlage von Planstädten. Er besuchte Livorno und die Festung Casale und machte die Bekanntschaft mit dem Festungsbaumeister Bonaiuto Lorini, dem Erbauer von Palmanova.
Zurück in Württemberg baute er von 1600 bis 1602 die Ulrichsbrücke über den Neckar in Köngen, die bis heute erhalten blieb. 1608 wurde Heinrich Schickhardt zum herzoglich-württembergischen Landbaumeister ernannt. Er war der wichtigste Baumeister der Renaissance in Südwestdeutschland. Er war am Wiederaufbau von Oppenau und Vaihingen an der Enz nach Stadtbränden beteiligt und erbaute zahlreiche Kirchen, unter anderem in Göppingen und Heidenheim an der Brenz. Er war an zahlreichen Schlossbauten beteiligt, errichtete aber auch viele Bäder, Brunnen, Keltern und Bürgerhäuser. Als sein Hauptwerk gilt der Neue Bau in Stuttgart (1600/1609). Dieser Prachtbau der deutschen Renaissance brannte 1757 ab und wurde deshalb 1778 abgebrochen.
Neben Bauten plante Schickhardt auch die Schiffbarmachung des Neckars zwischen Stuttgart und Heilbronn, wofür er das gesamte Gebiet kartografieren ließ und Verhandlungen mit niederländischen und italienischen Wasserbautechnikern sowie mit der Reichsstadt Heilbronn führte.
Am 14. Januar 1635, inmitten des Dreißigjährigen Krieges, wurde Schickhardt in Stuttgart von Soldaten erstochen, weil er sich anschickte, die Vergewaltigung einer Angehörigen durch diesen Soldaten zu verhindern.

## Bauten (chronologisch)

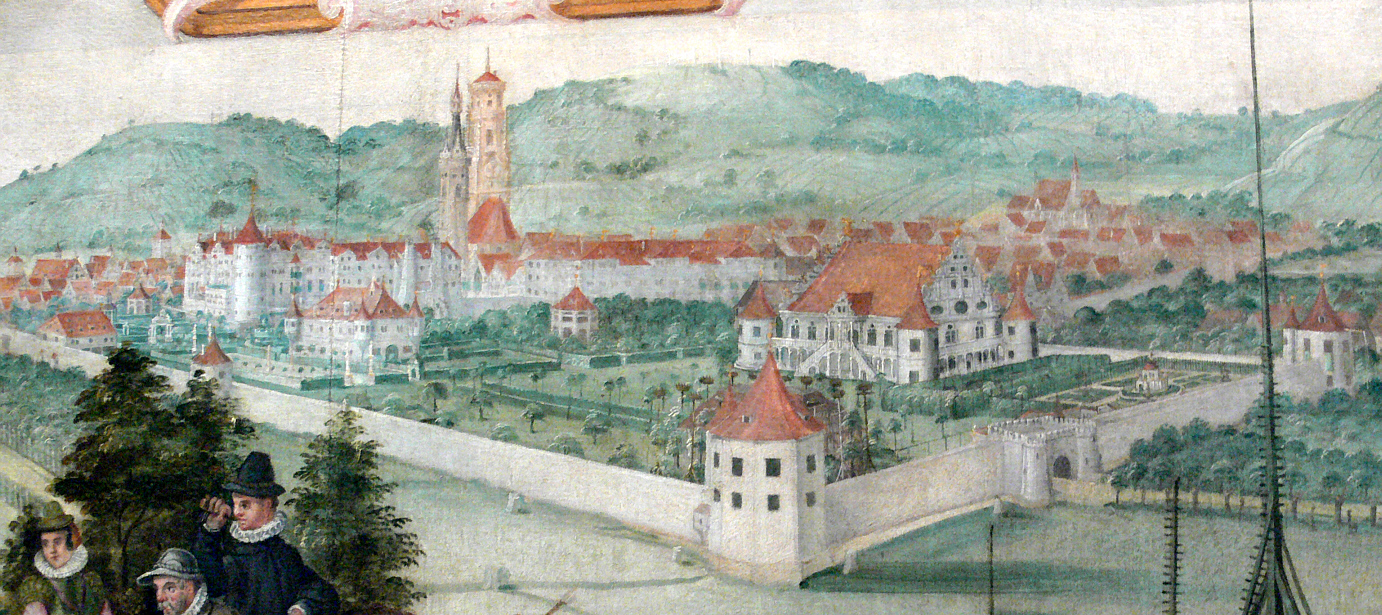
Das Lusthaus in Stuttgart, 1589

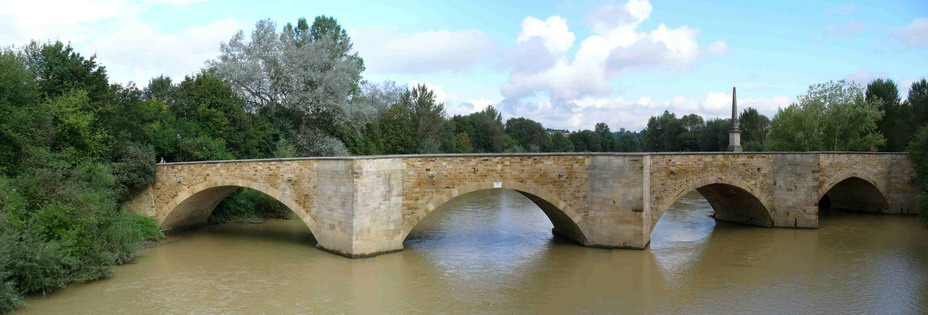
Die Ulrichsbrücke in Köngen von 1602 über den Neckar

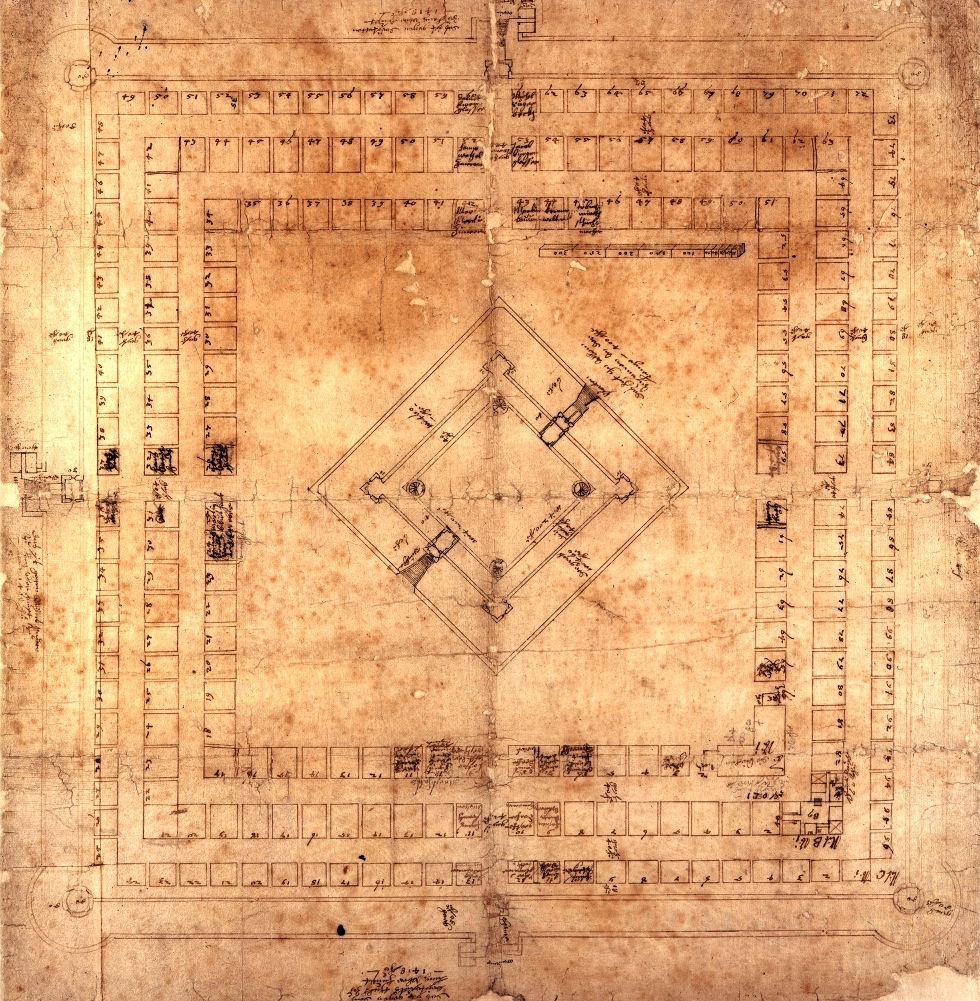
Die Neugründung Freudenstadt im „Dreizeilenplan“ von Schickhardt

| 1579–81   | Schloss Stammheim (Stuttgart) |
| 1586–89   | Erweiterung des Esslinger Rathauses |
| 1590      | Wiederaufbau der Stadtanlage von Schiltach nach Stadtbrand |
| 1592      | Pfarrkirche in Freudenstadt-Grüntal: Planung Georg Beer, Bauleitung H. Schickhardt |
| 1592      | Schloss Deufringen in Deufringen unter dem Schorndorfer Obervogt Jakob von Gültlingen                                                                                                  |
| 1593      | Umbau des Schlosses Hochberg in Remseck |
| 1595      | Haus mit hydraulischer Pumpe für die Wasserversorgung des Schlosses in Montbéliard |
| 1595–97   | Logis des gentilshommes im Schloss von Montbéliard |
| 1596      | Umbau des Stiftsfruchtkastens in Stuttgart |
| 1596–97   | Badhaus in Bad Boll |
| 1598–1605 | Planung der Erweiterung des Schlosses Hellenstein in Heidenheim einschließlich einer Schlosskirche im Renaissance-Stil als Querkirche, ausgeführt durch Elias Gunzenhäuser             |
| 1598      | Ausbesserung und teilweiser Wiederaufbau der steinernen Brücke über den Doubs bei Voujeaucourt                                                                                         |
| 1598–1607 | Collège universitaire in Montbéliard |
| 1598–1608 | Neues Stadtviertel, genannt La Neuveville, in Montbéliard |
| 1599      | Gründung von Freudenstadt als Planstadt nach Schickhardts „Dreizeilenplan“ |
| 1599–1601 | Evangelische Kirche in Aidlingen-Dachtel |
| 1599–1602 | Modellbauernhof, genannt La Souaberie, in Montbéliard |
| 1602      | Ausbesserung der Kirche von Étobon |
| 1599–1609 | Neuer Bau, Renaissancebau in Stuttgart der als Marstall, Festsaal, Rüstkammer und Kunstkabinett diente                                                                                 |
| 1600      | Kelter in Hedelfingen |
| 1600      | Umbau des Schlosses Wildberg |
| 1600      | Direktoriumsgebäude des Collegium Illustre in Tübingen |
| 1600      | Schloss Nippenburg bei Schwieberdingen |
| 1600–02   | Steinbrücke über den Neckar in Köngen |
| 1601–07   | Evangelische Kirche Saint-Martin in Montbéliard (Mömpelgard) |
| 1602–03   | Evangelische Stadtkirche in Hornberg |
| 1604      | Neues Schloss in Altensteig |
| 1604–30   | Stiftsgebäude des Augustinerchorherrenstift Backnang (Entwurf) |
| 1605      | Prinzenbau in Stuttgart |
| 1605      | Verlängerung des Baues des Schlosses Waldenbuch |
| 1606      | Pfarrhaus in Hildrizhausen |
| 1606–07   | Unteres Schloßportal in Tübingen |
| 1606–08   | Fertigstellung der von Elias Gunzenhäuser geplanten und errichteten Stadtkirche Freudenstadt nach dessen Tod 1606                                                                      |
| 1608      | Erneuerung der Obergeschosse des Schlosses in Poltringen |
| 1609–10   | Gut Seehaus in Leonberg |
| 1609–14   | Ausbau und Erweiterung des Schlosses Leonberg |
| 1610      | Umbau der Allerheiligenkapelle in Esslingen |
| 1610–11   | Georgskirche in Horkheim |
| 1610–11   | Planung der neuen Neckarbrücke in Plochingen |
| 1610–12   | Planung zur Langhaus-Erweiterung der Lambertuskirche (veränderte Ausführung durch örtliche Baumeister) und Neubau des Pfarrhauses in Pfaffenhofen                                      |
| 1612      | Drahtmühle zu Christophstal |
| 1612      | Pfarrhaus in Benningen am Neckar |
| 1612      | Umbau des Schlosses Hochdorf in Remseck am Neckar |
| 1612–13   | Umgestaltung der Stadtkirche in Cannstatt |
| 1613      | Turmerhöhung der Stadtpfarrkirche in Metzingen |
| 1613      | Wiederaufbau des Konigsbronner Pfleghofs in Pfullendorf |
| 1614      | Achteckgeschosse des Turms der Pfarrkirche St. Michael in Backnang |
| 1614      | Pfarrhaus in Tailfingen |
| 1615      | Gesamtplanung des Wiederaufbaus der Stadt Oppenau nach dem Stadtbrand |
| 1615–17   | Schloss Mauren in Ehningen |
| 1617      | Langhaus der Ev. Stadtkirche St. Martin in Gochsheim |
| 1617      | Entwurf des Neptunbrunnens in Tübingen, ausgeführt von Georg Miller |
| 1617–18   | Erhöhung des Christophsbades in Göppingen |
| 1617–19   | Turmaufsatz der Pfarrkirche St. Clemens in Horrheim |
| 1617–20   | 467 m Wasserstollen durch Kalktuffbarre. Fischteich-Nutzung des „Bodenlosen Sees“ bei Seeburg (Bad Urach)                                                                              |
| 1618      | Fruchtkasten der Herrenalber Pflege in Vaihingen an der Enz |
| 1618–19   | Evangelische Stadtkirche Göppingen |
| 1618–21   | Evangelische Pfarrkirche Adolzfurt |
| 1619      | Evangelische Stadtkirche Vaihingen an der Enz: Wiederherstellung der 1618 ausgebrannten Kirche – Kirche 1693 erneut bis auf die Außenmauern abgebrannt und 1698–1701 wiederhergestellt |
| 1621      | Erweiterung der ev. Pfarrkirche, seit 1949 Michaelskirche in Stuttgart-Degerloch, 1889 mit Ausnahme der Streifenfundamente abgebrochen                                                 |
| 1621      | Erweiterung der Michaelskirche in Heidenheim |
| 1621      | Evangelische Ulrichskirche (Siglingen) – nur Planung |
| 1621      | Evangelische Pfarrkirche in Sternenfels-Diefenbach |
| 1623–24   | Evangelische Stadtkirche Bad Wildbad, 1742 abgebrannt, 1747–50 ersetzt durch Neubau |
| 1624      | Turm der evangelischen Pfarrkirche in Oberensingen |
| 1625      | Evangelische Kirche Pfedelbach-Untersteinbach |
| 1625      | Fruchtkasten in Dornstetten |
| 1625      | Turmhelm der Pfarrkirche in Ebersbach an der Fils |
| 1625      | Backnanger Stadthaus |
| 1631      | Turmaufsatz der Pfarrkirche in Laichingen |
| 1634      | Turmhelm der Klosterkirche Denkendorf |

## Ehrungen
Verschiedentlich wurden Schickhardt auch solche Bauten zugeschrieben, an denen er selbst aber wohl nur geringen Anteil hatte. Bekannte Beispiele sind die Stadtkirche und das Kaufhaus (sog. Schickhardtbau) in Freudenstadt, die beide mit einiger Sicherheit von Elias Gunzenhäuser erbaut wurden.
Nach Schickhardt wurden verschiedenenorts Straßen und Schulen benannt.

## Die Heinrich-Schickhardt-Straße
Ein Kulturweg des Europarats wurde 1992 nach Heinrich Schickhardt benannt. Die Heinrich-Schickhardt-Kulturstraße verläuft ost-westlich von Göppingen und Vaihingen/Enz über Freudenstadt nach Blamont. Entlang der Strecke sind viele Werke Schickhardts zu besichtigen.

## Veröffentlichungen
- Schickhar[d]t, Heinrich: Beschreibung einer Reiß, welche ... Friderich Hertzog zu Würtemberg vnnd Teck, ... im Jahr 1599 selb neundt, auß dem Landt zu Würtemberg, in Italiam gethan. Mömpelgard, 1602 (Digitalisat). Nachgedruckt in: Schickhar[d]t, Heinrich: Rayß in Italien. Herrenberg: Kulturkreis, 1986, S. 1–213. Außerdem: Dirk Jonkanski: Heinrich Schickhardts Reiseaufzeichnungen aus Italien. Herausgabe und Kommentar, Dissertation TU Berlin 1991.